# Frøya (Sogn og Fjordane)
Frøya je ostrov v západní části obce Bremanger v norské územně-správní jednotce Vestland. Zabírá plochu 17,5 km2 a jeho nejvyšším vrcholem je hora Fanneskarvarden o výšce 378 metrů. V roce 2001 zde žilo 560 obyvatel. Tito lidé se živí především turistikou a rybářstvím, respektive zpracováním ryb.
Je členem organizace International Island Games Association, která pořádá sportovní soutěž Ostrovní hry.